# Alexander Dreymon
Alexander Dreymon (rozený Alexander Doetsch; * 7. února 1983) je německý herec. Nejvíce se proslavil jako Uhtred v britském seriálu Poslední království (2015–současnost). Hrál také v televizním filmu Christopher and His Kind (2011), v American Horror Story: Coven (2013–2014) a ve velšském válečném filmu Resistance (2011). Mluví plynně anglicky, německy i francouzsky.

## Život
Narodil se jako syn učitele v Německu, ale vyrůstal ve Spojených státech amerických, Francii a Švýcarsku.
Už v dětství se Dreymon chtěl stát hercem. Mimo herectví se ale zajímal i o bojová umění a když žil v Jižní Dakotě, naučil se i jezdit na koni. Studoval v Paříži a poté se tři roky zlepšoval v herectví v Drama Centre na Střední uměleckoprůmyslové škole Saint Martins v Londýně. Od roku 2010 působí jako herec.

## Kariéra
Poté, co strávil tři roky v Londýně, se Dreymon objevil na jevišti v Londýně a Paříži. Hrál ve francouzském jednorázovém dramatu Ni repríse, ni échangée a později po boku Matta Smitha v britském filmu Christopher and His Kind.
Dreymon pracoval na několika nezávislých filmech v USA a hrál postavu Luka Ramseyho v pěti epizodách třetí série American Horror Story.
Dreymon hraje Uhtreda z Bebbanburgu v televizním seriálu The Last Kingdom na Netflixu.

## Filmografie

### Jako Alexander Doetsch
- 2010: Ni reprise, ni échangée (televizní film)
- 2011: Christopher and His Kind (televizní film)
- 2011: Sotto il vestito niente – L'ultima sfilata
- 2011: Resistance

### Jako Alexander Dreymon
- 2011: Who's Watching Who (krátký film)
- 2013: American Horror Story: Coven (televizní seriál)
- 2014: Blood Ransom
- 2015: The Test of Time (krátký film)
- 2015–2022: Poslední království (televizní seriál)
- 2016: Guys Reading Poems
- 2018: Heartlock
- 2023: Poslední království: Sedm králů musí zemřít